# 조이 페이지

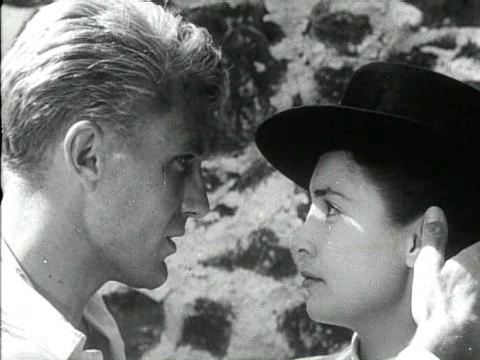

조이 페이지(Joy Page, 1924년 11월 9일 ~ 2008년 4월 18일)는 미국의 배우, 텔레비전 배우, 영화배우이다.
로스앤젤레스에서 태어났으며 로스앤젤레스에서 사망하였다. 사인은 뇌졸중이다.  포리스트 론 메모리얼 파크에 매장되었다.

## 영화
- 샤이안 (1955년)
- 디즈니랜드 (1954년)
- 투우사와 숙녀 (1951년)
- 키스밋(영어판) (1944년)
- 카사블랑카 (1942년) - 애니나 브란델 역